# Andy Horvitch
Andrew „Andy“ Horvitch (* Juni 1949) ist ein Filmeditor.

## Leben
Seitdem Andy Horvitch 1982 erstmals den Filmschnitt des Science-Fiction-B-Movies Der Android eigenverantwortlich durchführte, kann er auf eine fast drei Jahrzehnte umspannende Karriere im B-Movie- und Independentfilm-Bereich und über 40 Filmschnitte zurückschauen, wobei insbesondere die Schnitte zu den Filmen Edmond, Stuck und American Fighter hervorstechen. Bei mehreren Filmen arbeitete er mit dem Regisseur Stuart Gordon zusammen.

## Filmografie (Auswahl)
- 1982: Der Android (Android)
- 1985: American Fighter (American Ninja)
- 1985: Rappin' – Asphaltvibration (Rappin')
- 1986: Sloane – Die Gewalt im Nacken (Sloane)
- 1987: Dudes – Halt mich fest, die Wüste bebt! (Dudes)
- 1989: Daughter of Darkness
- 1990: Trancers II
- 1991: Meister des Grauens (The Pit and the Pendulum)
- 1991: Mutronics – Invasion der Supermutanten (The Guyver)
- 1991: Demonic Toys
- 1994: Das Schweigen der Hammel (The Silence of the Hams)
- 1995: Badlands (Oblivion 2: Backlash)
- 1998: Ein Anzug für jede Gelegenheit (The Wonderful Ice Cream Suit)
- 2000: Crocodile
- 2002: Beeper
- 2004: Rottweiler
- 2005: Edmond
- 2006: Shadow Man – Kurier des Todes (Shadow Man)
- 2007: Stuck
- 2010: Killer Expendables (Killer by Nature)